# Borgorose
Borgorose ist eine Gemeinde in der Provinz Rieti in der italienischen Region Latium mit 4198 Einwohnern (Stand 31. Dezember 2023). Sie liegt 95 Kilometer nordöstlich von Rom und 45 Kilometer östlich von Rieti.

## Geographie
Borgorose befindet sich im oberen Tal des Salto, dem sogenannten Cicolano. Es ist Mitglied der Comunità Montana Salto Cicolano.
Die Ortsteile sind Cartore, Castelmenardo, Collefegato, Collemaggiore, Colleviati, Collorso, Corvaro, Grotti, Pagliara, Poggiovalle, Ponte Civitella, Santa Anatolia, Santo Stefano, Spedino, Torano, Villerose und Villette.

## Verkehr
Borgorose liegt vier Kilometer von der Ausfahrt Valle del Salto an der Autobahn A24 Strada dei Parchi von Rom nach Teramo entfernt.

## Geschichte
Das Gebiet von Borgorose wurde in vorrömischer Zeit von den Aequern besiedelt. Im 4. Jahrhundert wurde das Gebiet von den Römern erobert.

## Bevölkerungsentwicklung
| Jahr      | 1861 | 1881 | 1901 | 1921 | 1936 | 1951 | 1971 | 1991 | 2001 |
| --------- | ---- | ---- | ---- | ---- | ---- | ---- | ---- | ---- | ---- |
| Einwohner | 4711 | 5194 | 6492 | 7023 | 6979 | 7009 | 5095 | 4630 | 4524 |

Quelle: ISTAT

## Politik
Seit 2013 ist Mariano Calisse (Lista Civica: Azione E Futuro) Bürgermeister. Er wurde am 10. Juni 2018 wiedergewählt.

## Sehenswürdigkeiten
- Auf der Rocca di Corvaro wurde der Gegenpapst Nikolaus V. geboren. Die Burg im Ortsteil Corvaro aus dem 10. Jahrhundert ist heute eine Ruine.
- Vom Castello di Torano steht noch ein Turm.